# Claudio Villa (secondo album del 1957)
Claudio Villa (1957) è il secondo album di Claudio Villa.

## Il disco
Dopo la vittoria al Festival di Sanremo del cantante romano con il brano Corde della mia chitarra la Parlophon decide di sfruttare l'onda del successo della canzone, pubblicando due 33 giri usciti quasi contemporaneamente - come si evince dal numero di catalogo - che racchiudono 15 canzoni registrate tra il 1947 e il 1952 nel periodo in cui Villa era sotto contratto con l'etichetta tedesca.
Le canzoni del disco sono tutte quindi conosciute - già tutte pubblicate su 78 e 45 giri - e non vi sono inedite. Tuttavia sono solo inedite su LP.
Tra le canzoni più famose vi sono: Alba sul mare (dal film Armonie Liguri), Acquerello napoletano e Cuore napoletano. Verranno in seguito quasi tutte reincise dal cantante (alcuni anche più volte).
Anche questo disco fu pubblicato in formato 25 cm (leggermente più piccolo dei normali LP).

## Tracce
LATO A
1. Alba sul mare
2. Aggio perduto o suonno
3. Stornelli romani a dispetto (cantata con Rosanna Bellari)
4. Acquerello napoletano
5. Prigioniero di un sogno

LATO B
1. Canzone di primavera
2. Com'e bello cantà de sera sotto la luna
3. Manuela
4. Cuore napoletano